# Celadhesiemoleculen
Celadhesiemoleculen zijn eiwitten aan het oppervlak van cellen die een rol spelen bij celadhesie, ofwel de binding met andere cellen of met de extracellulaire matrix. Deze eiwitten zijn transmembraanreceptoren. Ze bestaan uit drie gebieden: een intracellulair gebied dat een interactie aangaat met het cytoskelet, een transmembraangebied en een extracellulair gebied dat een interactie aangaat met andere celadhesiemoleculen van dezelfde soort (homofiele binding) of een andere soort (heterofiele binding).

## Familie
De meeste celadhesiemoleculen horen bij 5 eiwitfamilies: de immunoglobuline-superfamilie, de integrinen, cadherinen, selectinen en de lymfocyt homing receptoren. In een van de mogelijke classificatiesystemen worden calciumonafhankelijke celadhesiemoleculen onderscheiden van calciumafhankelijke.

### Calcium-onafhankelijk

#### IgSF CAMs
Celadhesiemoleculen van de immunoglobuline-superfamilie (IgSF CAMs) kunnen zich binden aan integrinen (heterofiele binding) of aan andere IgSF CAMs (homofiele binding).

Enkele moleculen uit deze familie zijn:
- NCAMs
- ICAM-1
- VCAM-1
- PECAM-1
- L1
- CHL1
- Aan myeline gebonden glycoproteïne
- Nectinen en nectine-achtige moleculen

### Integrinen
Integrinen zijn heterofiele celadhesiemoleculen die zich binden aan celadhesiemoleculen van de immunoglobuline-superfamilie of de extracellulaire matrix.

### Lymfocyte homing receptoren
Ook wel bekend als CD-34 en GLYCAM-1 (zie verder addressinen).

## Calcium-afhankelijk

### Cadherinen
Cadherinen vormen een groep homofiele celadhesiemoleculen die afhankelijk zijn van Ca2+. De belangrijkste leden van deze familie zijn E-cadherinen (van de epitheel), P-cadherinen (van de placenta) en N-cadherinen (van de zenuwen).

### Selectinen
Selectininen vormen een groep van Ca2+-afhankelijke homofiele celadhesiemoleculen die onder andere bindingen kunnen aangaan met mucinen. De drie leden van deze groep zijn E-selectine, L-selectine en P-selectine. De meest kenmerkende ligand van deze selectinen is het gen PSGL-1.